# 內科學
內科學是臨床醫學的專科，幾乎是所有其他臨床醫學的基礎。其名稱來自於“治療内部器官的疾病”， 包含了對疾病的定義、病因學、致病機理、流行病學、自然史、症狀、症候、實驗診斷、影像檢查、鑑別診斷、診斷、治療和預後等。
內科學的方法是根據病史與檢查所見做實驗診斷與影像檢查，在眾多鑑別診斷中排除可能性較低者，獲得最有可能的診斷；獲得診斷後，內科的治療方法包含追蹤觀察、生活方式、藥物、介入性治療（如心導管、內視鏡）等，根據病人的狀況調整藥物之使用，防止並處理副作用及併發症。

## 內科學的次專科
內科學包含了依不同器官系統和病因而分類的次專科：心脏内科、呼吸科、肝膽腸胃科、腎臟科（泌尿内科）、血液科、腫瘤科、內分泌科、传染病科、免疫科、風濕科、神經科、儿科、神经内科、老年病科等，但各地甚至各醫院對次專科的分類可能有所不同。各次專科多半有成立各自的醫學會，各自審查次專科醫師的資格並舉辦學術活動。廣義的內科學更包含了皮膚科、眼科、精神醫學、復健科（康复科）、放射科、安宁缓和科、環境及職業醫學科等非用外科手术方式治療之專科。

### 受控医学词表
- CPT
- ICD
- LOINC
- MeSH
- SNOMED
- SNOMED RT
- SNOMED CT
- UMLS

1. ↑  Collin, P. H. . Taylor & Francis. 1998: 184. ISBN 978-1-57958-074-2 （英语）.